# 廷岑山
46°36′41″N 9°40′16″E / 46.611472°N 9.671138°E

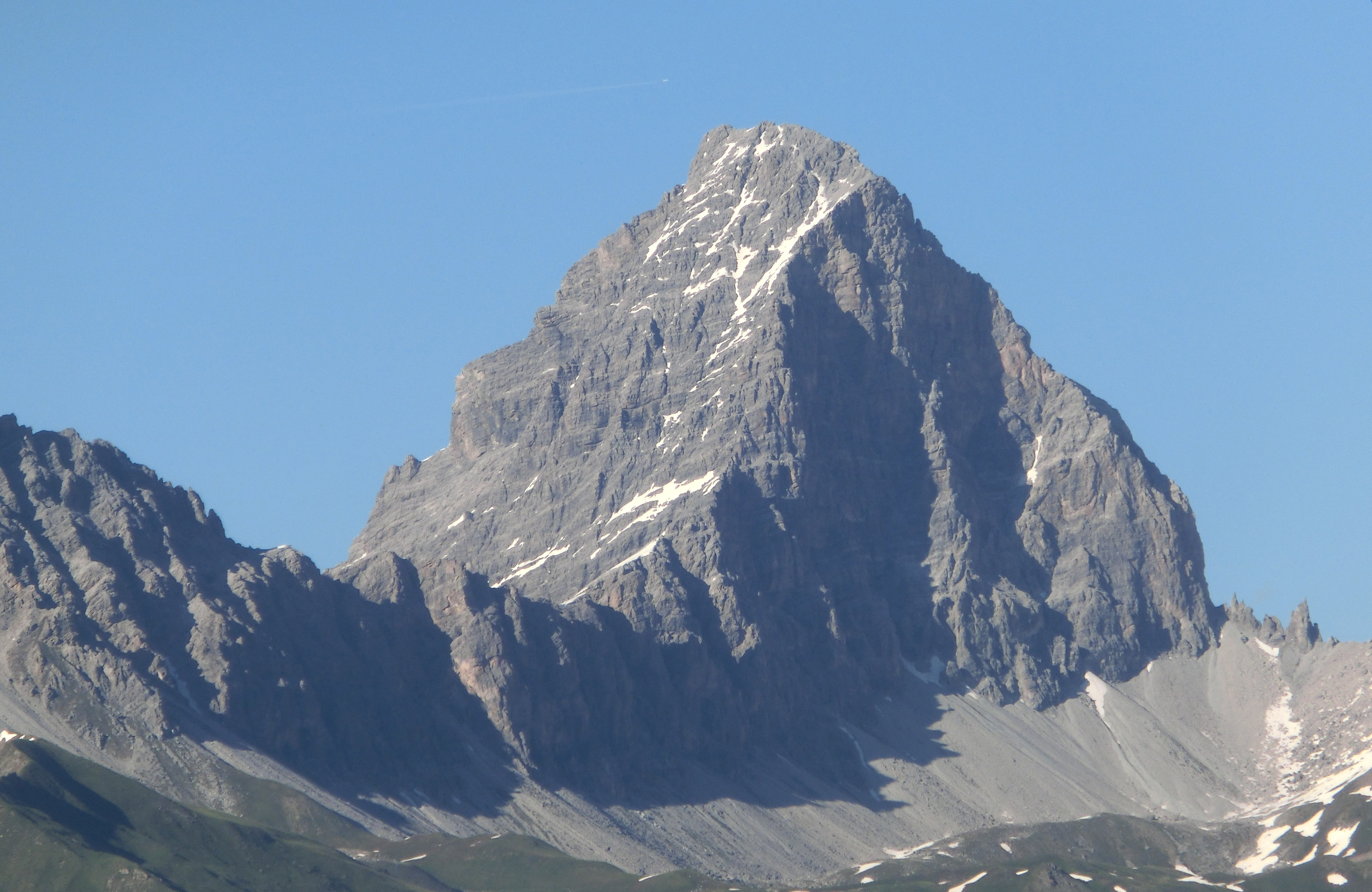

廷岑山（Tinzenhorn），是瑞士的山峰，位於該國東部，由格勞賓登州負責管轄，屬於阿爾布拉山脈的一部分，海拔高度3,173米，每年平均降雨量1,729毫米，人類首次在1866年8月7日首次登頂。